# Campeonato Piauiense de Futebol de 2016
O Campeonato Piauiense de Futebol de 2016 será a 76ª edição do campeonato estadual do Piauí. No total, o campeonato atribuirá duas vagas para a Copa do Brasil de 2017 e para a Copa do Nordeste de 2017, além de duas vagas para a Série D do Brasileiro de 2016. O torneio será organizado pela Federação de Futebol do Piauí (FFP), terá início em 29 de janeiro e final prevista para 29 de junho.

## Fórmula de disputa
O Campeonato Piauiense de 2016 será dividido em dois turnos: o primeiro, denominado Taça Estado do Piauí, será disputado entre 29 de janeiro e 27 de março. Nele, as oito equipes jogarão entre si em sete rodadas e em sistema de pontos corridos (fase classificatória). Os quatro melhores colocados avançarão para as semifinais, que serão disputadas em jogos de ida e volta. Os vencedores das semifinais disputarão a final do turno também em jogos de ida e volta. O campeão da Taça Estado do Piauí garantirá uma vaga na final do Campeonato Piauiense, a ser disputada em 8 de maio.
Após o término do primeiro turno, começará a disputa pela Taça Cidade de Teresina. O regulamento e a forma de disputa são idênticos aos da Taça Estado do Piauí, com a diferença da inversão dos mandos de campo na fase classificatória. Da mesma forma, haverá disputa de semifinais e final, e o campeão do segundo turno disputará a final do Campeonato Piauiense com o campeão do primeiro turno.
Se o mesmo clube vencer os dois turnos, ele será automaticamente declarado o campeão piauiense de 2016. Quanto ao rebaixamento, durante o campeonato o Caiçara foi excluído da competição por W x O, provocado pela intervenção, após decisão da Justiça do Trabalho e acatada pelo TJD-PI. Pelo regulamento, os times rebaixados são as "equipes classificadas" na fase final da Taça Cidade de Teresina, quais sejam, River e Altos, portanto há esse litígio jurídico para o TJD-PI se debruçar ainda para o ano 2017.
O campeão e o vice ganharão vaga na Copa do Brasil de 2017. Os mesmos disputarão a Copa do Nordeste de 2017. Além disso, o campeão estadual e o vice também disputarão a Série D do Brasileiro de 2016. Caso o River vença o Campeonato Piauiense, o vice-campeão participará da quarta divisão nacional, uma vez que o River disputará a Série C em 2016.

### Critérios de desempate
Caso duas equipes tenham o mesmo número de pontos ganhos em qualquer fase da competição, o método de desempate seguirá os seguintes critérios:
1. Maior número de vitórias;
2. Maior saldo de gols;
3. Maior número de gols marcados;
4. Maior número de pontos ganhos no "confronto direto";
5. Maior saldo de gols no "confronto direto";
6. Maior número de gols marcados no "confronto direto";
7. Sorteio público na sede da entidade.

## Equipes participantes
a.^  O Corisabbá não disputou o Estadual de 2015 após ter solicitado um ano de licença junto à Federação de Futebol do Piauí, mas confirmou sua participação na primeira divisão do Estadual de 2016.

## Taça Estado Do Piauí

### Classificação
Desempenho por rodada
- Clubes que lideraram o campeonato ao final de cada rodada:

| Líder da Taça Estado Do Piauí | Líder da Taça Estado Do Piauí | Líder da Taça Estado Do Piauí | Líder da Taça Estado Do Piauí | Líder da Taça Estado Do Piauí | Líder da Taça Estado Do Piauí | Líder da Taça Estado Do Piauí |
| ----------------------------- | ----------------------------- | ----------------------------- | ----------------------------- | ----------------------------- | ----------------------------- | ----------------------------- |
| 1                             | 2                             | 3                             | 4                             | 5                             | 6                             | 7                             |
| FLA                           | FLA                           | PIC                           | FLA                           | PIC                           | PIC                           | PIC                           |

- Clubes que ficaram na última posição do campeonato ao final de cada rodada:

| 1         | 2 | 3 | 4 | 5 | 6 | 7 |
| CORISABBÁ |   |   |   |   |   |   |

### Fase II
|  | Semifinais  | Semifinais | Semifinais | Semifinais |   |       | Final | Final | Final | Final |
|  |             |            |            |            |   |       |       |       |       |       |
|  | Altos       | 1          | 1          | 2          |   |       |       |       |       |       |
|  | Picos       | 1          | 1          | 2          |   |       |       |       |       |       |
|  | Picos       | 1          | 1          | 2          |   | Picos | 0     | 1     | 1     |       |
|  |             |            |            |            |   | Picos | 0     | 1     | 1     |       |
|  |             | River-PI   | 2          | 1          | 3 |       |       |       |       |       |
|  | River-PI    | River-PI   | 2          | 1          | 3 | 0     | 2     | 2     |       |       |
|  | River-PI    |            |            |            |   | 0     | 2     | 2     |       |       |
|  | Flamengo-PI | 1          | 0          | 1          |   |       |       |       |       |       |

## Premiação
| Campeão Taça Estado do Piauí 2016 |
| River-PI                          |
| --------------------------------- |
| Ríver Atlético Clube (5º título)  |

## Taça Cidade de Teresina

### Classificação
Desempenho por rodada
- Clubes que lideraram o campeonato ao final de cada rodada:

| 1   | 2     | 3     | 4     | 5     | 6     | 7     |
| FLA | ALTOS | ALTOS | ALTOS | ALTOS | ALTOS | ALTOS |

- Clubes que ficaram na última posição do campeonato ao final de cada rodada:

| Lanterna da Taça Cidade de Teresina | Lanterna da Taça Cidade de Teresina | Lanterna da Taça Cidade de Teresina | Lanterna da Taça Cidade de Teresina | Lanterna da Taça Cidade de Teresina | Lanterna da Taça Cidade de Teresina | Lanterna da Taça Cidade de Teresina | Lanterna da Taça Cidade de Teresina | Lanterna da Taça Cidade de Teresina |
| ----------------------------------- | ----------------------------------- | ----------------------------------- | ----------------------------------- | ----------------------------------- | ----------------------------------- | ----------------------------------- | ----------------------------------- | ----------------------------------- |
| 1                                   | 2                                   | 3                                   | 4                                   | 5                                   | 6                                   | 7                                   |                                     |                                     |
| CSB                                 | PIC                                 | CAIÇARA                             | CAIÇARA                             | CAIÇARA                             | CAIÇARA                             | CAIÇARA                             | CAIÇARA                             |                                     |

### Fase II
|  | Semifinais | Semifinais | Semifinais | Semifinais |   |       | Final | Final | Final | Final |
|  |            |            |            |            |   |       |       |       |       |       |
|  | Piauí      | 1          | 2          | 3          |   |       |       |       |       |       |
|  | Altos      | 3          | 4          | 7          |   |       |       |       |       |       |
|  | Altos      | 3          | 4          | 7          |   | Altos | 0     | 3     | 3     |       |
|  |            |            |            |            |   | Altos | 0     | 3     | 3     |       |
|  |            | River-PI   | 1          | 1          | 2 |       |       |       |       |       |
|  | River-PI   | River-PI   | 1          | 1          | 2 | 0     | 1     | 1     |       |       |
|  | River-PI   |            |            |            |   | 0     | 1     | 1     |       |       |
|  | Parnahyba  | 0          | 0          | 0          |   |       |       |       |       |       |

- O Altos foi punido no TJD/PI pela escalação de jogar irregular. Sendo assim, o River é campeão.[3]

## Premiação
| Campeão Taça Cidade de Teresina 2016 |
| Teresina                             |
| ------------------------------------ |
| River (4º Título)                    |

## Premiação final
| Campeonato Piauiense de 2016   |
| Teresina                       |
| ------------------------------ |
| RIVER Tricampeão (30.º título) |

| Vice Campeão: Altos | Terceiro colocado: Picos | Artilheiro: Genesis do Altos |
| ------------------- | ------------------------ | ---------------------------- |
|                     |                          |                              |

## Classificação para a Série D 2016 e 2017 (de acordo com as Fases de Classificação)
A CBF fez ajustes no regulamento que, as Federações estaduais definissem seus clubes representantes um ano antes da competição, por tanto os campeões estaduais de 2016 garantem vaga nas edições de 2016 e 2017 da Quarta Divisão nacional.
Durante os Estaduais de 2016, a CBF modificou a quantidade de times para a Série D de 2016   e o estado do Piauí ficou com 2 vagas. A saber:
- Do campeão do primeiro turno; (mas o River-PI foi campeão do primeiro turno e este já participa da Série C);
- Do campeão do segundo turno; (exceto River-PI)
- Do melhor colocado na tabela de pontuação acumulada somente nas fases de classificação;
- Do segundo melhor colocado na tabela de pontuação acumulada somente nas fases de classificação;